# 島王
《島王》（英語：Kensuke's Kingdom）是一部2023年英國、盧森堡和法國合製的動畫電影，根據麥可·莫普格同名兒童小說改編。

## 劇情
故事講述一個男孩與家人一起航行全世界，但突來的暴風雨導致船隻翻覆，他被沖上太平洋的某座荒島上。同時，他發現島上還有另一個人居住。

## 演員
- 莎莉·霍金斯 配音 Mum
- 席尼·墨菲 配音 Dad
- 渡邊謙 配音 Kensuke
- 拉菲·卡西迪（英语：Raffey Cassidy） 配音 Becky

## 製作
2019年2月，宣布根據麥可·莫普格同名小說改編成的動畫電影正在製作中，並由莎莉·霍金斯、席尼·墨菲、渡邊謙和拉菲·卡西迪擔任配音。
2020年9月，在獲得新資金後電影進入製作中。